# Turismo Internacional
El Turismo Internacional es una categoría argentina de automovilismo de velocidad. Fue fundada en el año 1996 y desde el año 2015 fue recategorizada a división zonal. Esta categoría, tal como lo indica su nombre, está destinada a la preparación y puesta en pista de automóviles sin distinción de procedencia, pero que hayan sido comercializados en el mercado argentino. Esta categoría, fue además pensada con la intención de mantener la esencia de la libertad de preparación, permitiendo a su vez competencias entre vehículos de diferentes categorías. 
Con el paso del tiempo, el Turismo Internacional dividió su parque automotor en tres categorías (en forma análoga al Turismo Nacional), destacándose su división principal conocida como Clase Súper, donde predominan automóviles de la marca BMW. A su vez, sirvió también como espacio para recepcionar vehículos pertenecientes a otras categorías, los cuales sirvieron para el armado de nuevas divisiones internas, como las Clases Uno y Dos.

## Historia
Inicialmente, esta categoría fue regentada por la Comisión Deportiva Automovilística (CDA) del Automóvil Club Argentino. Sin embargo, tras haber experimentado durante la temporada 2014 una dura merma en su convocatoria, se resolvió a partir del año 2015 cambiar de entidad fiscalizadora, pasando a la órbita de la Federación Metropolitana de Automovilismo Deportivo, perdiendo a su vez su condición de categoría nacional para pasar al ámbito zonal. Durante la última parte de su trayectoria como categoría zonal, supo compartir fechas de calendario con la categoría Top Race.
Empezó siendo televisada por ATC Deportes y Campeones del Camino como Asociación Standard Argentina su antiguo nombre en el Torneo Presentación de 1995 como categoría Zonal en dicha temporada en las carreras Argentinas de Fórmula 3 Sudamericana, Supercart y Monomarca Gol Rosamonte. Al siguiente torneo fue transmitida por el equipo periodístico Autódromo y DEPOR CAR S.A. por los canales 9 Libertad y ATC, en 1997 retornaron al segundo canal como categoría soporte en las primeras 5 fechas con los monopostos argentinos Fórmula Renault Elf y Fórmula Súper Renault, en una fecha iban a correr en La Plata 11 al 13 de julio de ese año junto al TC 2000 y Monomarca Gol en el Autódromo Roberto José Mouras anulada por las precipitaciones de los dos días, por el resto del año acompañó a la debutante Gran Turismo Americano en también una fecha en Avellaneda Provincia de Santa Fe el día 24/08/1997 y por el resto de fechas nuevamente con el Supercart todas ellas en vivo y en directo.
Actualmente el Turismo Internacional cuenta con la Clase Súper y con la Clase Dos, las carreras se transmiten en diferido a través de Carburando vía la señal de cable TyC Sports. Hoy por hoy las televisa ACTC Media TV y los canales de televisión Deportv y Televisión Pública a través del equipo periodístico de Carreras Argentinas.
- [6]

## Campeones
| Año     | Clases                               | Clases                             | Clases                             | Clases                          | Clases                        |
| Año     | Súper                                | Clase 1                            | Clase 2                            | Clase A                         | Clase B                       |
| ------- | ------------------------------------ | ---------------------------------- | ---------------------------------- | ------------------------------- | ----------------------------- |
| 1996    |                                      |                                    |                                    | Julio González (Alfa Romeo 155) |                               |
| 1997    |                                      |                                    |                                    | Fernando Croceri (BMW 325i)     | Hernán Grobas (Alfa Romeo 33) |
| 1998    | Enrique Morando (Mercedes-Benz 190)  | José Visir (Renault Clio)          | Augusto Lacava (Volkswagen Gol)    |                                 |                               |
| 1999    | Fabián Malta (BMW 325i)              | Sebastián Colombo (Renault Clio)   | Claudio Kohler (Seat Ibiza)        |                                 |                               |
| 2000    | Pablo Tarlón (BMW M3)                | Rubén Compagnucci (Alfa Romeo 155) | Maximiliano Clementi (Seat Ibiza)  |                                 |                               |
| 2001    | Pablo Tarlón (BMW M3)                | Enrique Porta (Peugeot 405)        | Raúl Moreira (Citroën AX)          |                                 |                               |
| 2002    | Sergio Lacava (BMW M3)               | José Luis López (Alfa Romeo 155)   | Christian Di Nizo (Citroën AX)     |                                 |                               |
| 2003    | Pablo Tarlón (BMW M3)                | Juan De la Torre (Fiat Coupé)      | Martín Puglia (Citroën AX)         |                                 |                               |
| 2004    | Pablo Tarlón (BMW M3)                | Nelo Echeverría (Alfa Romeo 155)   |                                    |                                 |                               |
| 2005    | Alejandro Frangioli (BMW 328)        | Nicolás Bandera (Renault 18)       |                                    |                                 |                               |
| 2006    | Alejandro Frangioli (BMW 328)        |                                    |                                    |                                 |                               |
| 2007    | Guillermo D'Aguanno (Alfa Romeo 155) |                                    |                                    |                                 |                               |
| 2008    | Carlos Mel Banfi (BMW 328)           | Danilo Pecci (BMW 328)             |                                    |                                 |                               |
| 2009    | Adrián Tracogna (BMW 328)            | Matías Machuca (BMW 325)           |                                    |                                 |                               |
| 2010    | Adrián Tracogna (BMW 328)            | Favio Filiel (BMW 316)             |                                    |                                 |                               |
| 2011    | Carlos Mel Banfi (BMW 328)           | Jorge Schiaffino (BMW 325)         |                                    |                                 |                               |
| 2012    | Adrián Tracogna (BMW 328)            | Juan De la Torre (BMW 325)         | Rubén Diéguez (Chevrolet Corsa)    |                                 |                               |
| 2013    | Gustavo Girotti (BMW 328i)           |                                    | Christian Becher (Ford Fiesta)     |                                 |                               |
| 2014    | Carlos Mel Banfi (BMW 328)           |                                    |                                    |                                 |                               |
| 2015    | Adrián Tracogna (BMW 328)            |                                    | Christian Fraga (Ford Fiesta)      |                                 |                               |
| 2016    | Claudio Palazzo (BMW 328)            |                                    | Rubén Diéguez (Chevrolet Corsa)    |                                 |                               |
| 2017    | Mauricio Costante (BMW 328)          |                                    | Christian Fraga (Ford Fiesta)      |                                 |                               |
| 2018    | Alejandro Frangioli (BMW 328)        |                                    | Fabián Presa (Renault Clio)        |                                 |                               |
| 2019    | Adrián Aspromonte (BMW 328)          |                                    | Jerónimo Carrión (Chevrolet Corsa) |                                 |                               |
| 2020-21 | Gustavo Girotti (BMW 328i)           |                                    | Alejandro García (Ford Fiesta)     |                                 |                               |
| 2022    | Gustavo Girotti (BMW 328i)           |                                    | Rodrigo Franchini (Renault Clio)   |                                 |                               |
| 2023    | Gustavo Girotti (BMW 328i)           |                                    | Claudio Galdi (Ford Fiesta)        |                                 |                               |
| Fuente: |                                      |                                    |                                    |                                 |                               |

### Pilotos con más títulos
| # | Pilotos             | Títulos por clases     | Títulos por clases | Títulos por clases | Títulos por clases | Títulos por clases | Títulos por clases |
| # | Pilotos             | Súper                  | Clase 1            | Clase 2            | Clase A            | Clase B            | Total              |
| - | ------------------- | ---------------------- | ------------------ | ------------------ | ------------------ | ------------------ | ------------------ |
| 1 | Pablo Tarlón        | 2000, 2001, 2003, 2004 |                    |                    |                    |                    | 4                  |
| 1 | Adrián Tracogna     | 2009, 2010, 2012, 2015 |                    |                    |                    |                    | 4                  |
| 1 | Gustavo Girotti     | 2013, 2020, 2022, 2023 |                    |                    |                    |                    | 4                  |
| 4 | Alejandro Frangioli | 2005, 2006, 2018       |                    |                    |                    |                    | 3                  |
| 4 | Carlos Mel Banfi    | 2008, 2011, 2014       |                    |                    |                    |                    | 3                  |
| 5 | Juan De la Torre    |                        | 2003, 2012         |                    |                    |                    | 2                  |
| 5 | Rubén Diéguez       |                        |                    | 2012, 2016         |                    |                    | 2                  |
| 5 | Christian Fraga     |                        |                    | 2015, 2017         |                    |                    | 2                  |

### Marcas ganadoras
| # | Marcas        | Títulos por clases | Títulos por clases | Títulos por clases | Títulos por clases | Títulos por clases | Títulos por clases |
| # | Marcas        | Súper              | Clase 1            | Clase 2            | Clase A            | Clase B            | Total              |
| - | ------------- | ------------------ | ------------------ | ------------------ | ------------------ | ------------------ | ------------------ |
| 1 | BMW           | 20                 | 6                  |                    | 1                  |                    | 27                 |
| 2 | Alfa Romeo    | 1                  | 3                  |                    | 1                  | 1                  | 6                  |
| 3 | Renault       |                    | 3                  | 1                  |                    |                    | 4                  |
| 4 | Chevrolet     |                    |                    | 3                  |                    |                    | 3                  |
| 4 | Citroën       |                    |                    | 3                  |                    |                    | 3                  |
| 4 | Ford          |                    |                    | 3                  |                    |                    | 3                  |
| 7 | SEAT          |                    |                    | 2                  |                    |                    | 2                  |
| 8 | Mercedes-Benz | 1                  |                    |                    |                    |                    | 1                  |
| 8 | Volkswagen    |                    |                    | 1                  |                    |                    | 1                  |
| 8 | Peugeot       |                    | 1                  |                    |                    |                    | 1                  |
| 8 | Fiat          |                    | 1                  |                    |                    |                    | 1                  |